# Krystian Zajdel
Krystian Zajdel (ur. 16 marca 1968 w Kędzierzynie-Koźlu) – kolarz szosowy, reprezentant Polski. Aktywny w latach 1985-1997.
Uzyskał tytuł najlepszego kolarza szosowego 1992 roku w klasyfikacji PZKol i Challange „PS”.

## Najważniejsze osiągnięcia
- II miejsce w 1989 w Mistrzostwach Polski w Kolarstwie Szosowym.[1]
- I miejsce w 1992 w klasyfikacji najaktywniejszego kolarza w Tour de Pologne 1992[2].
- I miejsce w 1992 w prologu (Częstochowa) oraz I miejsce w 7 etapie (Rybnik-Nysa) Tour de Pologne 1992[3].
- I miejsce w 1992 w 5 etapie Commonwealth Bank Cycle Classic w Australii oraz II miejsce w 4 etapie i III miejsce w 11 etapie[3].
- IV miejsce w 1993 w Wyścigu "Solidarności i Olimpijczyków" oraz I miejsca w klasyfikacji najaktywniejszego i klasyfikacji punktowej[1].
- I miejsce w 1994 w Wyścigu Dookoła Turcji – Presidential Cycling Tour of Turkey[4].

## Kariera
- (1985-1987) Start Kędzierzyn-Koźle, trenerzy: Werner Lepich i Bogdan Osowski.
- (1988-1997) Krupiński Suszec, trenerzy: Marek Lato, Adam Krupa i Stanisław Gazda.
- (1990) Korona Kielce.
- (1991) Paradox Katowice.
- (1993) Rafako Energoinwest Victor.